# Vabres (Cantal)
Vabres település Franciaországban, Cantal megyében. Lakosainak száma 251 fő (2022. január 1.). Vabres Montchamp, Ruynes-en-Margeride, Saint-Georges, Tiviers és Védrines-Saint-Loup községekkel határos.

## Népesség
A település népessége az elmúlt években az alábbi módon változott:
| Lakosok száma | 283  | 245  | 242  | 223  | 235  | 244  | 250  | 252  | 250  | 251  |
|               | 1968 | 1982 | 1990 | 2006 | 2013 | 2015 | 2017 | 2019 | 2020 | 2022 |